# Hydroporus lenkoranensis
Hydroporus lenkoranensis är en skalbaggsart som beskrevs av Hans Fery 1999. Hydroporus lenkoranensis ingår i släktet Hydroporus och familjen dykare. Inga underarter finns listade i Catalogue of Life.